# Karjamaa
Karjamaa (z est. pastwisko) – jedna z poddzielnic Põhja-Tallinn, będącej dzielnicą Tallinna, stolicy Estonii. Znajduje się na północny zachód od historycznego centrum miasta, nad brzegiem Zatoki Tallińskiej. W 2020 roku zamieszkana przez 4949 osób.

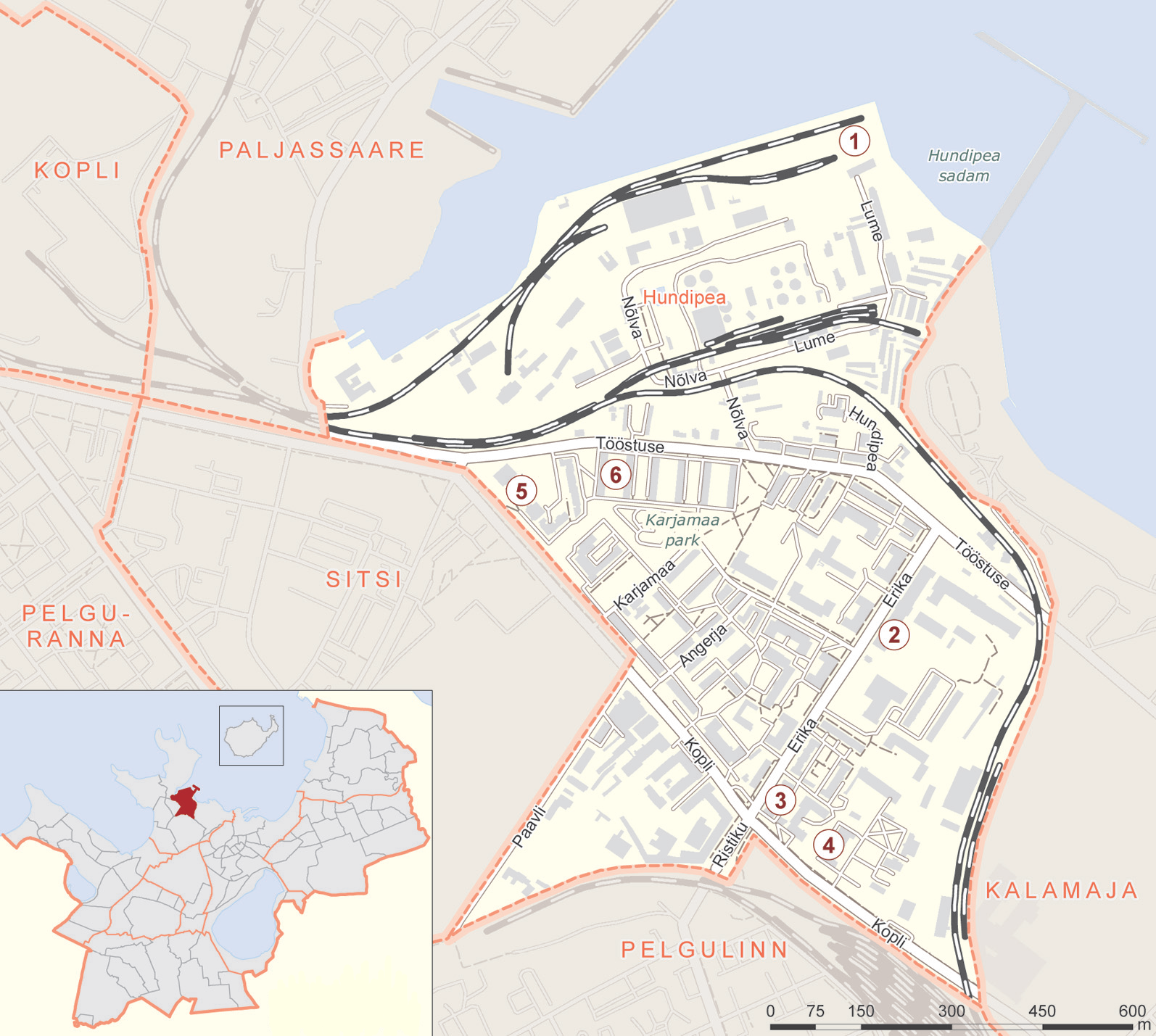
Mapa Karjamaa

## Demografia
| Rok  | Ludność |
| ---- | ------- |
| 2020 | 4949    |
| 2017 | 5240    |
| 2016 | 5208    |
| 2015 | 5212    |
| 2014 | 5314    |
| 2013 | 5214    |
| 2012 | 5188    |
| 2011 | 5252    |

## Atrakcje
- Czerwone koszary - Kompleks trzech budynków wzniesiony został w latach 1914-1915
- Galeria Arsenał - Galeria handlowa (dawna fabryka broni)
- Park Karjamaa

## Galeria

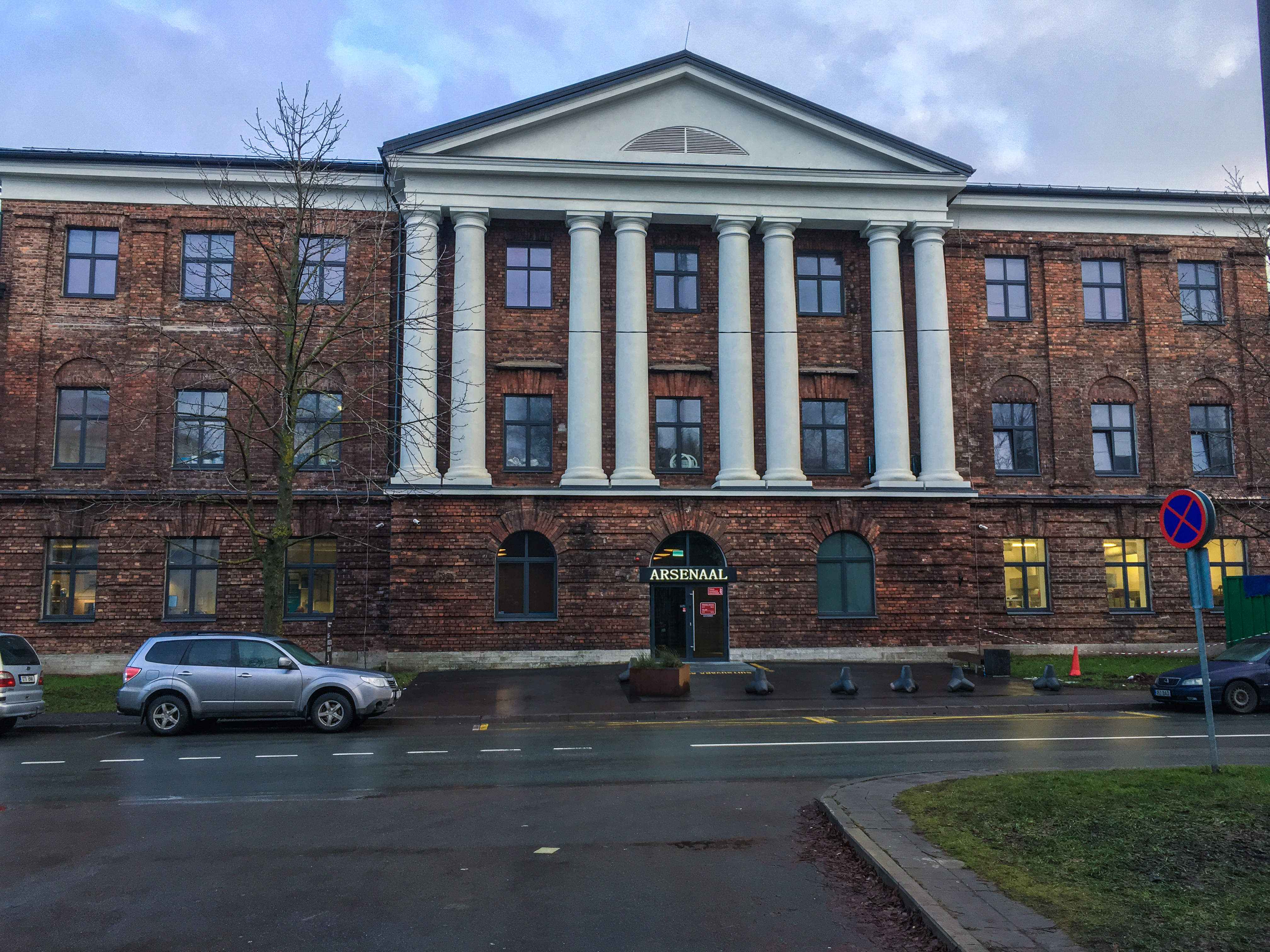
Galeria Arsenał
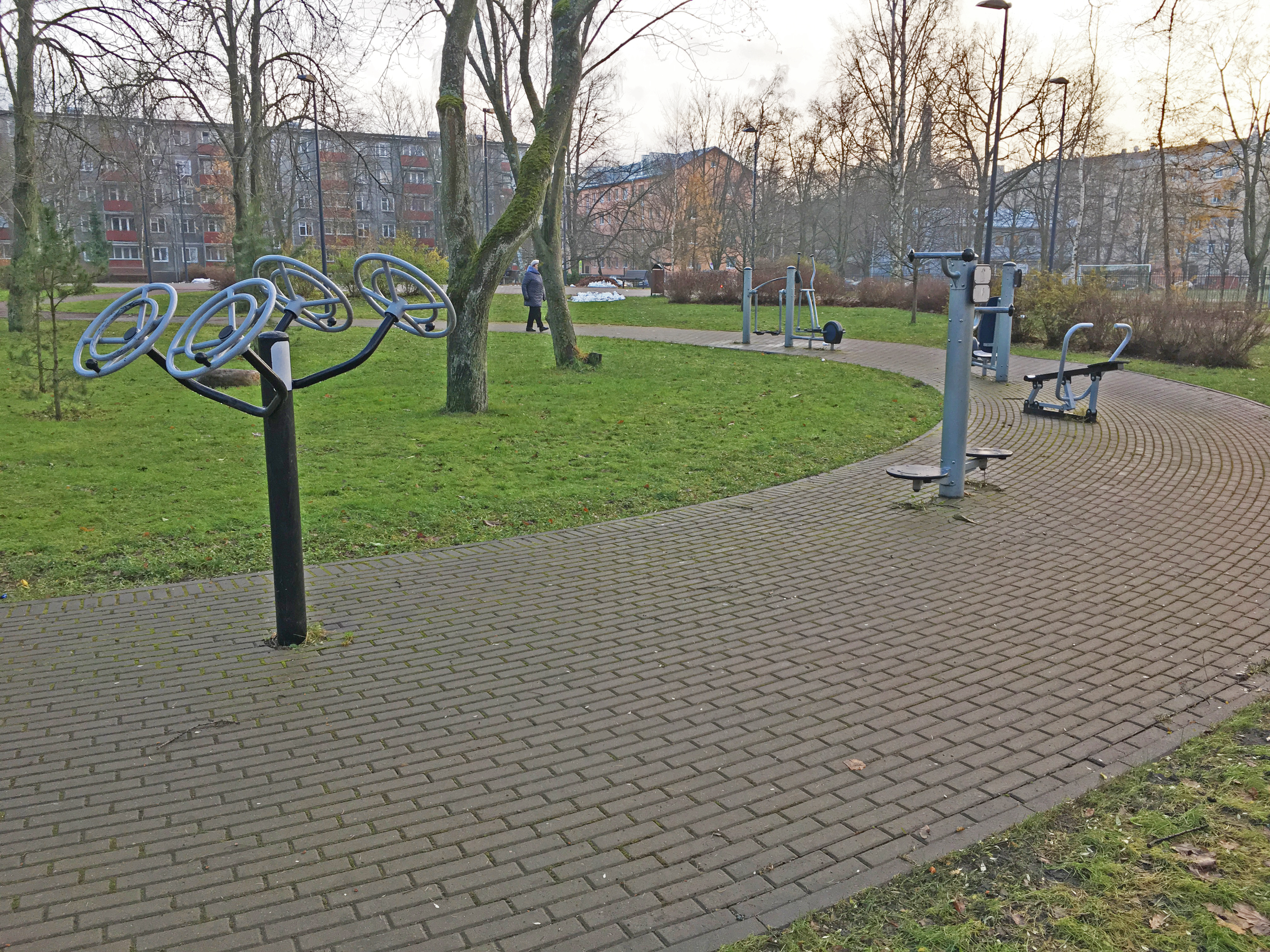
Park Karjamaa
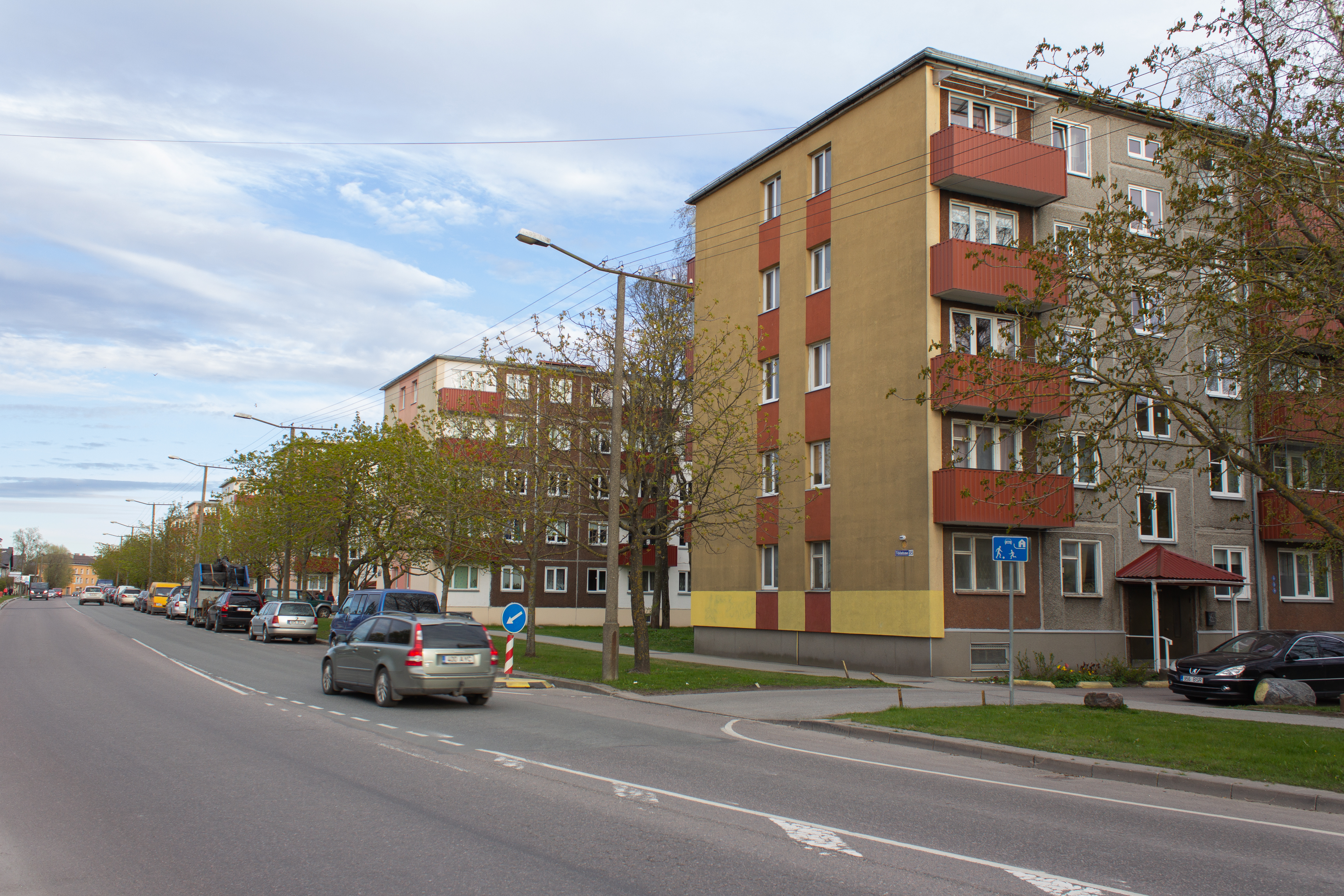
Wielka płyta (ulica Tööstuse)
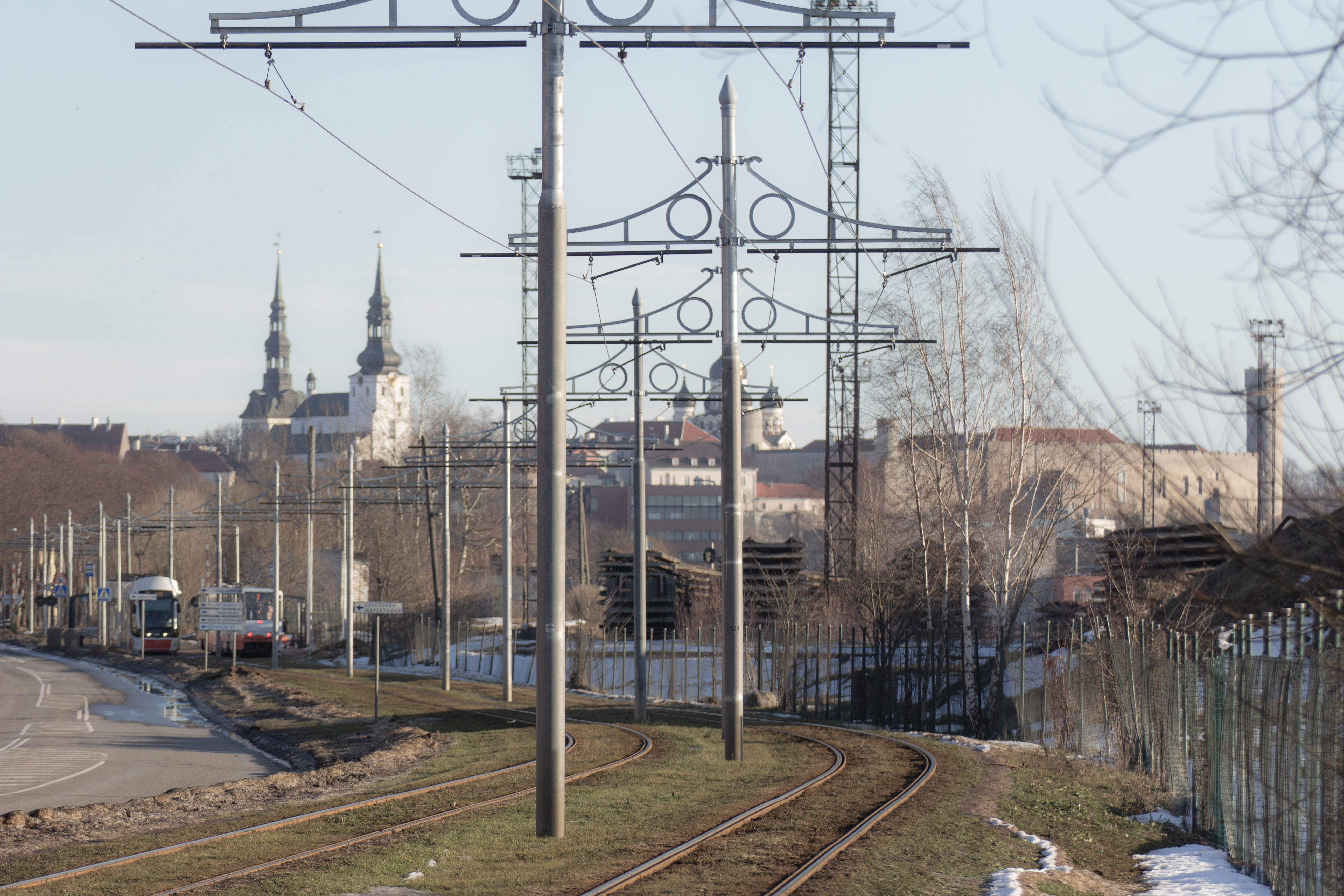
Widok z Karjamaa na Stare Miasto